# Szövetségi Kancellári Hivatal (Berlin)
A német Szövetségi Kancellári Hivatal 2001 óta a Német Szövetségi Köztársaság Kancellári Hivatalának székhelye, címe Willy-Brandt-Straße 1, 10557 Berlin. A rendszerváltás utáni átalakulások eredményeként lehetővé vált a két Németország egyesülése, a német kormány Bonnból Berlinbe költözött. Az épületet Axel Schultes és Charlotte Frank tervezte még Helmut Kohl hivatali ideje alatt (1982–1998) és része az ún. Szövetségi Kötelék (németül Band des Bundes) névre keresztelt épületcsoportnak. A kivitelezés hat évet vett igénybe és 2001-re készült el. A sok posztmodern stíluselemet felvonultató épület a világ egyik legnagyobb méretű kormányszékhelye.

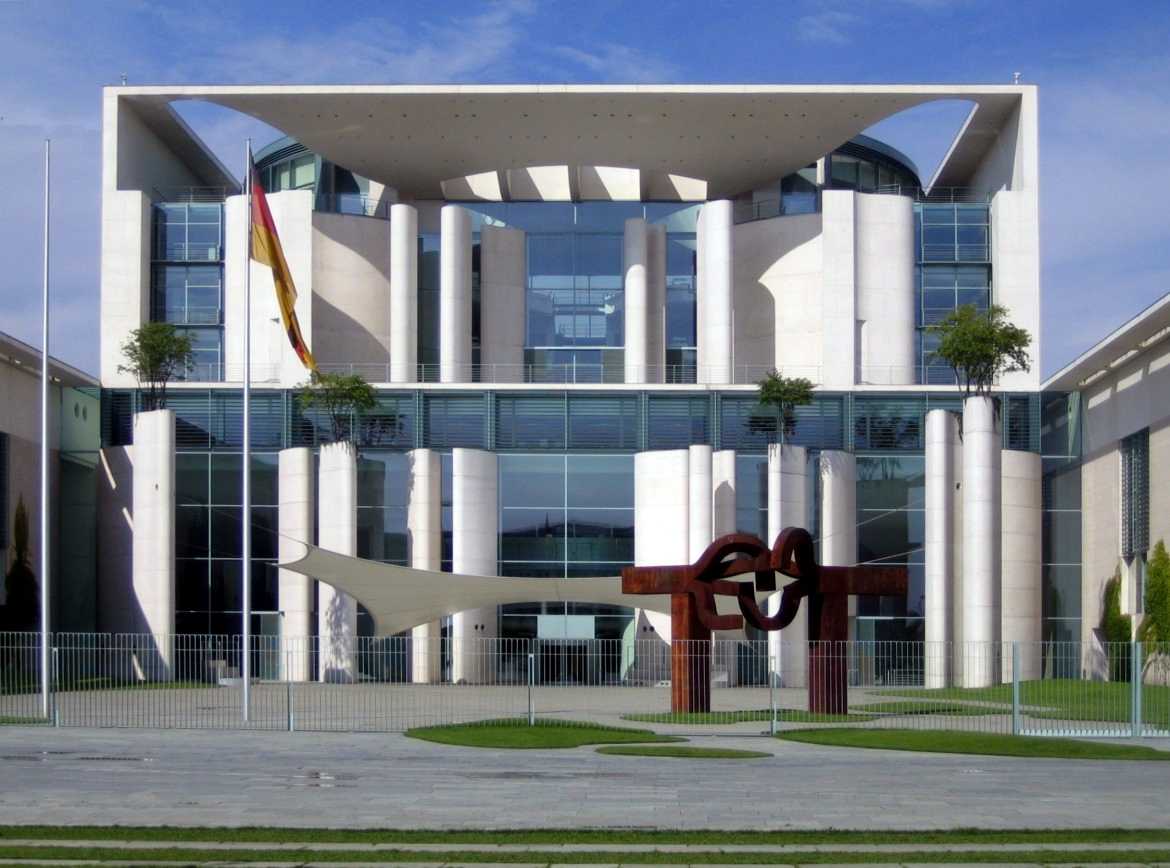
A Kancellári Hivatal főbejárata